# Selim Palmgren
Selim Gustaf Adolf Palmgren (16 de febrero de 1878 - 13 de diciembre de 1951) fue un compositor, pianista y docente musical finlandés, autor de más de 700 obras, 300 de ellas para piano, fue conocido como el Chopin finlandés.

## Biografía
Palmgren nació en la localidad de Pori en 1878 donde inició sus estudios en la escuela secundaria local. En el otoño de 1895 se trasladó a la capital finlandesa donde comenzó a estudiar música en el Helsinki Music College. En 1899, viajó a Alemania para completar sus estudios con Ferruccio Busoni. Entre los profesores de Palmgren también se encontraba Konrad Ansorge, quien una vez había sido alumno de Franz Liszt. En 1910 se estrenó la única ópera de Palmgren, Daniel Hjort. Comenzó a escribir otra ópera, Der Student von Prag, pero nunca se terminó. Poco después, se casó con la cantante de ópera Maikki Pakarinen, que anteriormente había estado casada con el también compositor Armas Järnefelt. La pareja vivió en Estocolmo y Copenhague durante los primeros años de la Primera Guerra Mundial, donde Palmgren saltó a la fama gracias a su Segundo Concierto para Piano. Poco después se trasladó a los Estados Unidos, donde ejerció como profesor de composición en la Escuela de Música Eastman de Rochester (Nueva York) entre 1921 y 1926. Tuvo entre sus alumnos al prolífico compositor estadounidense George Frederick McKay.
En 1929, su esposa murió tras sufrir un derrame cerebral durante el ensayo general del estreno de la cantata Turku lilija de Palmgren en la catedral de Turku. En 1930, Palmgren contrajo de nuevo matrimonio con la alumna favorita de su difunta esposa, la cantante nacida en Estonia, Minna Talvik (1902-1983). Desde 1929, Palmgren trabajó en la Academia Sibelius como profesor de piano, y desde 1939, como profesor de composición.
Palmgren murió en Helsinki en diciembre de 1951.